# 池田進 (心理学者)
池田 進（いけだ すすむ、1932年5月7日 - ）は、日本の心理学者、関西大学名誉教授。

## 経歴
京都市生まれ。京都市立西京高等学校卒業。1955年京都大学文学部哲学科卒業。1960年同大学院文学研究科心理学専攻博士課程満期退学。1961年日本リサーチセンター入社。1964年京都大学文学部助手。1967年関西大学社会学部専任講師。1969年助教授。1974年教授。1995年「顔の諸現象をめぐる実験的研究の展望と考察」で関西大学社会学博士。2003年定年退職、名誉教授。
2011年瑞宝中綬章受章。

## 著書
- 『錯覚人間 疲れた脳ミソの入れかえ』青春出版社 プレイブックス 1971
- 『人の顔または表情の識別について 初期の実験的研究を中心とした史的展望 上』関西大学出版部 1987
- 『人の顔または表情の識別について 中』関西大学出版部 1995
- 『ヒトから人へ 知的機能の一つの系譜』関西大学出版部 2004
- 『人の顔または表情の識別について 下（知覚論的諸問題）』関西大学出版部 2015

共著
- 『数字の読み方 ビジネスマンの必須条件』犬田充共著 講談社ブルーバックス 1964